# Репрессии в Казахской ССР
Репрессии в Казахской ССР — обобщенное название преследований по политическим мотивам в Казахской Советской Социалистической Республике, которое включает в себя преследование людей за подозрение в контрреволюционной деятельности, преследование кулаков, лиц, препятствующих национализации имущества, депортации и по национальным линиям. Также по 58-й статье несли наказание лица, осужденные по уголовным и административным статьям.
В 1937 году установка ЦК ВКП(б),И. В. Сталина и его окружения на необходимость «искоренения и уничтожение врагов народа и двурушников» была подхвачена повсеместно.

## Численность репрессированных
Согласно архивным исследованиям Олега Мозохина за 1937—1938 годы по 58-й статье в Казахской ССР были арестованы 120 000 человек.

### Численность депортированных
За годы Сталинского правления в Казахскую ССР было депортировано 800 тысяч немцев, 102 тысячи поляков, 19 тысяч корейских семей, 507 тысяч представителей народов Северного Кавказа. За годы репрессий в лагеря Казахстана было сослано более 5 миллионов человек.

### Численность приговоренных к ИТЛ
По официальным данным в Северо-Казахстанской области были репрессированы 7614 человек, из них 1465 были расстреляны.
В Карагандинской области и в Карлаге по приговорам «тройки» и 58-й статье с 1932 по 1951 год органами НКВД было расстреляно около пяти тысяч человек.

## Алашское дело
В 1928 г. начались массовые аресты бывших деятелей «Алаш Орды». Большинство из них позже были расстреляны.

## Лагеря Гулаг
На территории Казахской ССР в 1930-х гг организовывалось большое количество исправительно-трудовых лагерей. В Казахстане действовали 11 лагерей ГУЛАГа, самыми большими из них были: «Дальний», «Песчаный», «КарЛаг», «АЛЖИР», «Степной» и «КамышЛаг».
- Акмолинский лагерь жён изменников Родины (АЛЖИР)
- Актюбинский ИТЛ (Актюбинская область)
- Гурьевский ИТЛ (Казахская ССР, г. Гурьев)
- Дальний Лагерь
- Джезказганский ИТЛ
- Ермаковское ЛО (Казахская ССР, Восточно-Казахстанская обл.)
- Казахстанский ИТЛ ОГПУ (Казахская ССР)
- Карагандинский исправительно-трудовой лагер (Карлаг)
- Карагандажилстрой и ИТЛ (Казахская ССР, Карагандинская обл.)
- Кимперсайский ИТЛ (Казахская ССР, Актюбинская обл.)
- Майкаинское ЛО (Казахская ССР, Павлодарская обл.)
- Павлодарский ИТЛ (Казахская ССР, Павлодарская область)
- Панинское ЛО (Казахская ССР, Павлодарская область)
- Песчанлаг
- Прорвинский ИТЛ (Астраханская область, Гурьевская область Казахской ССР)
- Саранский ИТЛ и строительство ГУЛЖДС (Казахская ССР, г. Караганда)
- Степнякское ЛО (Казахская ССР, Акмолинская обл.)
- Степлаг
- Строительство 790 и ИТЛ (Казахская ССР, Восточно-Казахстанская обл.)

## Реабилитация
14 апреля 1993 году в Казахстане был принят закон «О реабилитации жертв массовых политических репрессий»

## Память
В память о репрессиях установлены многие памятники и открыты два музея. В 2001 году открыли музей Карлага который сейчас находится в бывшем здание Управления лагерей Карлага. Музейно-мемориальный комплекс памяти жертв политических репрессий и тоталитаризма «АЛЖИР» открыт 31 мая 2007 года. 31 мая признан Днем памяти жертв репрессий согласно Указу президента Казахстана в 1997 году.

## В культуре
В 2008 году совместно с Россией, Польшей и Израилем был снят фильм Подарок Сталину, рассказывающий о судьбе репрессированных и депортированных.